# Чигот
Чигот (старобълг. чиготъ σπαθάριος, līctor „високопоставен сановник“, на гръцки τζιγάτον у Теофан) е прабългарски термин от периода на Първото българско царство. Обозначава специално военно формирование, отговарящо за охраната на владетеля, използвано и за осъществяване на важни военни задачи. Известно е, че за чиготското военно формирование са се отделяли много средства. Произходът на думата е тюркски, и съответства на ǯigit „млад мъж, юнак, джигит“ (Bury 474, Moravcsik 313).